# Osiedle Rospontowa
Osiedle Rospontowa (nazwa odmieniana przymiotnikowo, np. mieszkać na Rospontowej, zwiedzać Rospontową) – osiedle w Chrzanowie położone w jego południowo-zachodniej części, o statusie jednostki pomocniczej gminy Chrzanów.
Sąsiaduje z osiedlami: Śródmieście od północy, Młodości od wschodu, Stella i Borowiec od południa oraz Stara Huta od zachodu.
Na terenie osiedla znajduje się Parafia Matki Boskiej Ostrobramskiej.

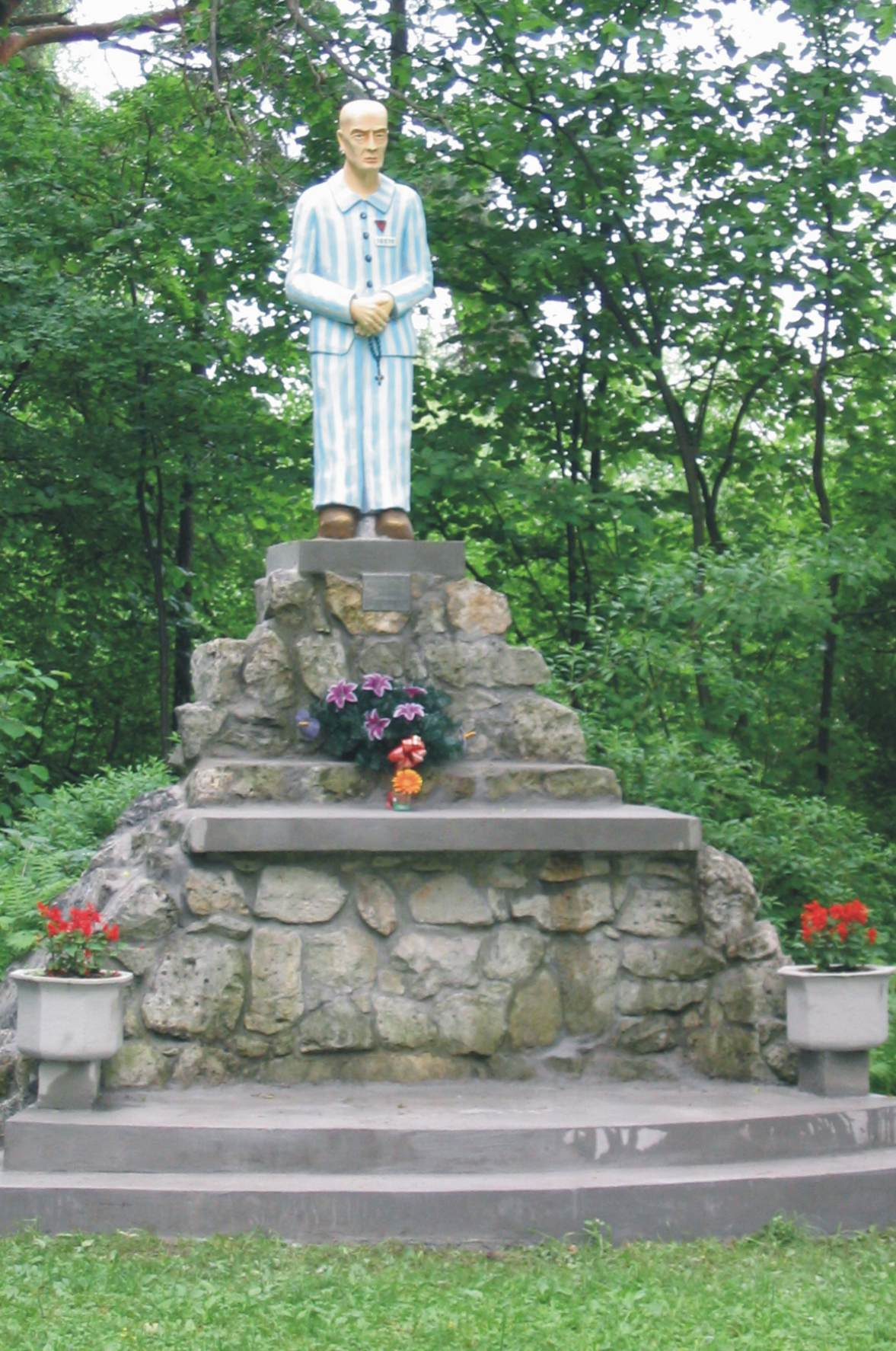
Pomnik św. Maksymiliana Kolbe – Osiedle Rospontowa

## Historia
Osiedle Rospontowa obejmuje trzy mniejsze, tradycyjnie wyróżniane części: Kolonia Rospontowa, Kolonia Fabryczna (potocznie Fablok) oraz Kolonia Leśna, które powstawały od roku 1920 jako osiedla robotnicze Pierwszej Fabryki Lokomotyw w Polsce Fablok. Kolonia Leśna posiada zabudowę wyłącznie jednorodzinną, w pozostałych częściach dominują bloki mieszkalne.
Nazwa osiedla upamiętnia biskupa krakowskiego Stanisława Rosponda.

## Obszar osiedla
Osiedle obejmuje następujące ulice (wyróżniono ulicę graniczną): Borowcowa (od początku ulicy do wiaduktu kolejowego), Fabryczna, Grota-Roweckiego, Hydro, Kolejowa, Kolonia Fabryczna, Kolonia Rospontowa, Lwowska, Metalowców, Nowakowskiego, Okulickiego, Powstańców Śląskich, Różana, Westerplatte, Wileńska.